# Prgomet
Prgomet je naselje i općina u Splitsko-dalmatinskoj županiji.

## Općinska naselja
Područje općine Prgomet pripada zagorskom dijelu Splitsko-dalmatinske županije, a sastoji se od naselja: 
- Bogdanovići,
- Labin,
- Prgomet,
- Sitno i
- Trolokve.

Općina Prgomet ima površinu od 77,21 km odnosno 7721 ha (Prgomet 809 ha, Labin 2124 ha, Trolokve 1409 ha, Bogdanovići 2066 ha, Sitno 1300 ha) što čini 1,71 % ukupne površine Županije.

## Zemljopis
Prgomet se nalazi u Dalmatinskoj Zagori, u zaleđu Trogira.
Okružen je brdima od kojih je:
Ošljak (595 mnv) na jugu,
Praća (549 mnv) na zapadu,
Opor (501 mnv) na jugoistoku,
Ljubeč (480 mnv) na sjeveru,
Papića brig (409 mnv) na istoku.
Kroz Prgomet prolazi autocesta A1 Zagreb – Split, željeznička pruga Split – Perković te županijska cesta Ž6091.

## Stanovništvo
| broj stanovnika | 1786  | 1787  | 1894  | 2132  | 2324  | 2484  | 3252  | 2978  | 2827  | 2903  | 2840  | 2200  | 1545  | 1078  | 797   | 673   | 498   |
|                 | 1857. | 1869. | 1880. | 1890. | 1900. | 1910. | 1921. | 1931. | 1948. | 1953. | 1961. | 1971. | 1981. | 1991. | 2001. | 2011. | 2021. |

| broj stanovnika | 212   | 191   | 178   | 232   | 238   | 267   | 330   | 295   | 281   | 301   | 301   | 272   | 212   | 168   | 132   | 105   | 87    |
|                 | 1857. | 1869. | 1880. | 1890. | 1900. | 1910. | 1921. | 1931. | 1948. | 1953. | 1961. | 1971. | 1981. | 1991. | 2001. | 2011. | 2021. |

### Popis 2011.
Prema popisu stanovništva iz 2011. godine, Općina Prgomet ima 673 stanovnika. Većina stanovništva su Hrvati s 99,41 %, a po vjerskom opredijeljenju većinu od 99,11 % čine pripadnici katoličke vjere.

### Popis 2001.
U općini Prgomet je po popisu stanovništva iz 2001. živjelo 797 stanovnika, od toga se 99 % izjašnjavaju kao Hrvati.

## Povijest
Šire područje splitskog i trogirskog zaleđa bilo je naseljeno u prapovijesti o čemu svjedoče
brojna utvrđena naselja – gradine i velike grobne gomile.
U VII. stoljeću na prostoru Dalmacije propada vlast Istočnog Rimskog Carstva, te dolazi do avarsko-slavenskih upada koji rezultiraju
padom glavnog grada Salone. Na prostoru Zagore, posebno oko plodnih polja (npr. Radošićko polje), dolazi do naseljavanja novog stanovništva i asimilacije sa starosjediocima. Mala i zaštićena poljica bila su prikladna za naseljavanje rodovskih skupina.
Crkvenopravno prostor Zagore bio je pod jurisdikcijom splitskog nadbiskupa, a nosioci misionarskog rada bili su benediktinci.
Za vrijeme hrvatskih kraljeva prostor Zagore živi u relativnom miru.
Kralj Zvonimir daruje nadbiskupiji mnoge posjede, tako i posjede u Zagori, kao i utvrde u Labinu, Radošiću i Zmini (Muć). Utvrde nisu bile zidane tvrđave, već suhozidne gradine, čiji se ostaci mogu zamijetiti i danas u sva tri sela.
U navedenim mjestima bilo je dopušteno napasanje stoke koja je pripadala podložnicima nadbiskupije. Zagora je bila postojbina plemićkog roda Svačića pa je stala na stranu posljednjeg hrvatskog kralja Petra Svačića.
Pojedina sela Zagore spominju se rano, u 11. stoljeću, tako i selo Prgomet s crkvom sv. Stjepana Prvomuĉenika.
Mjesto je, kako piše Pavao Andreis, u 13. stoljeću dobila trogirska obitelj Andreis ispravom kralja Bele IV. i potvrdom Žigmunda Luksemburškog 1409. godine.
Kasnije su zemlje podijeljene između druge obitelji, a dio su dobile i redovnice sv. Petra.
Do 1830. godine selo je pripadalo Trogirskoj, a od tada Šibenskoj biskupiji.

## Gospodarstvo
U naselju se nalazi manji broj obiteljskih gospodarstava. U općini je u planu i izgradnja poduzetničke zone, koja bi se nalazila zapadno od mjesta, neposredno uz čvorište autoceste A1 Zagreb - Split na cca 10 ha, na zemljištu koje se nalazi u posjedu hrvatskih šuma.
Namjena zone bila bi skladišno-pretovarna i proizvodno-servisna.

## Spomenici i znamenitosti

### Crkva sv. Stjepana prvomučenika
Crkva je sagrađena jos u starini ali je, kako svjedoči Pavao Andreis, bila u 17. st. "otrcana uspomena". Ona je oko polovice 18. st. proširena, ali loše, kako tvrdi trogirski biskup Didak Manola u spisu vizitacije 1756. godine jer je radove izvodio najslabiji trogirski majstor Ivan Avijan. Crkva nije imala zvonika te je zvono visjelo pred vratima na gredama. Imala je srebrni kalež, tri kazule, kožnati antepedij i scavet. 
Nova crkva je podignuta 1863. godine, kako je uklesano na natpisu.

### Kula Znojilo
Pretpovijesna gradina i srednjovjekovna utvrda Znojilo smjestila se na vrhu brda Grad na tromeđi Prgometa, Prapatnice i Primorskog Doca, južno od zaseoka Bikići u Prgometu.
Na vrhu brda jasno se vide bedemi kvadratne srednjovjekovne utvrde s kulama iz početka 16. stoljeća dok je gradina manje vidljiva. 
Utvrda je bila vrlo važna točka u obrani trogirskog zaleđa od upada Turaka. 
Grade je Mlečani oko 1500. godine da zaštite zagorsko stanovništvo. Zbog nepovoljnog položaja, utvrda se kasnije pokazala kao promašaj. Premda su u njoj već bili postavljeni konjanici plaćenici i kaštelan, Mlečani su je dali srušiti oko 1530. godine, kako ne bi dospjela u ruke neprijatelja.
U novije vrijeme kula Znojilo je valorizirana kao objekt lokalnog značaja, III. kategorija, sa statusom zaštite evidentirano kulturno dobro i pod režimom zaštite je prostor oko lokaliteta i sam lokalitet tretiran kao A zona zaštite

## Obrazovanje
U mjestu se nalazi osnovna škola "Prof. Filipa Lukasa   Područna škola Prgomet".

## Uprava
Također, u mjestu se nalazi i poštanski ured te ordinacija opće medicine.

## Vanjske poveznice
- Župa sv. Stjepana prvomučenika